# Terrapene nelsoni
Terrapene nelsoni är en sköldpaddsart som beskrevs av  Leonhard Hess Stejneger 1925. Terrapene nelsoni ingår i släktet dossköldpaddor, och familjen kärrsköldpaddor. IUCN kategoriserar arten globalt som otillräckligt studerad.
Denna sköldpadda förekommer i nordvästra och västra Mexiko (utan Baja California).

## Underarter
Arten delas in i följande underarter:
- T. n. nelsoni
- T. n. klauberi